# Encyclops olivaceus
Encyclops olivaceus är en skalbaggsart som beskrevs av Bates 1884. Encyclops olivaceus ingår i släktet Encyclops och familjen långhorningar. Inga underarter finns listade i Catalogue of Life.